# تپه خانجان
تپه خانجان مربوط به قرون میانی اسلامی است و در شهرستان خرم‌آباد، بخش پاپی، دهستان گریت، ۵۰۰ متری غرب روستای قلعه خانجان واقع شده و این اثر در تاریخ ۸ بهمن ۱۳۸۵ با شمارهٔ ثبت ۱۷۰۲۸ به‌عنوان یکی از آثار ملی ایران به ثبت رسیده است.